# 莫洛民族解放陣線
莫洛民族解放陣線（英語：Moro National Liberation Front，縮寫为MNLF）是位在菲律賓南部的伊斯蘭教政治組織，過去是以建立獨立的伊斯蘭教國家為宗旨的武裝組織。1969年，由菲律賓大學講師努·密蘇阿里成立，1996年签署和平協定与政府停火，作為成立民答那峨穆斯林自治區的条件。
1977年，分出反對勢力莫洛伊斯蘭解放陣線。

## 外部連結
- Offizielle Website der MNLF